# Transport ferroviaire en Somalie
 (février 2025).

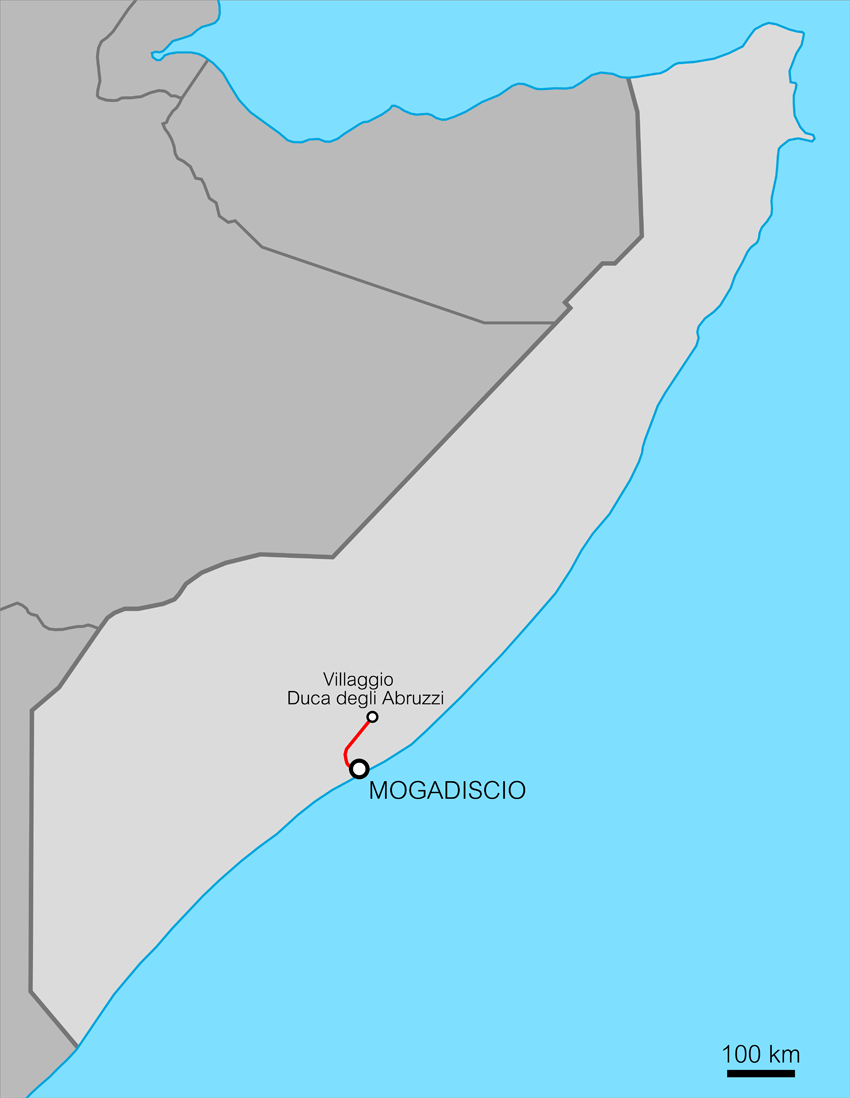
Chemin de fer italien de la Somalie

Le transport ferroviaire en Somalie consistait en l'ancienne ligne de chemin de fer Mogadiscio-Villabruzzi et des voies secondaires. Le système a été construit dans les années 1910 par les autorités de la Somalie italienne. Son écartement était de 950 mm, un écartement privilégié par les Italiens dans leurs colonies de la corne de l'Afrique et d'Afrique du Nord. Le chemin de fer a été démantelé dans les années 1940 par les Britanniques pendant leur occupation militaire de la Somalie italienne, et n'a jamais été remis en état par la suite.

## Ferrovia Mogadiscio-Villabruzzi
Le chemin de fer Mogadiscio-Villabruzzi, d'une longueur de 114 kilomètres, connu en Italie sous le nom de "Ferrovia Mogadiscio-Villabruzzi", constitue le premier réseau ferroviaire établi dans le Somaliland italien. Sa construction débuta dans l'immédiat après-guerre, visant à desservir la région environnante de Mogadiscio. Selon le projet initial, élaboré au début des années 1910, ce chemin de fer devait relier Mogadiscio à Lugh. Cependant, des difficultés économiques engendrées par les dépenses considérables liées à la Première Guerre mondiale entraînèrent l'interruption de la construction, limitant ainsi l'achèvement de la ligne à quelques dizaines de kilomètres à partir du port italien de Mogadiscio.
Au cours des années 1920, le prince Louis-Amédée, duc des Abruzzes, figure marquante de la famille royale italienne, fit prolonger le chemin de fer jusqu'aux colonies agricoles situées le long de la rivière Chébéli, dont il assurait alors le développement. Ce projet d'expansion permit au chemin de fer d'atteindre Villabruzzi (Jowhar) en 1927. Ce développement ferroviaire, initié sous l'impulsion du prince, visait à faciliter le transport des produits agricoles et à soutenir l'essor économique des colonies agricoles de la région. 
En 1930, le chemin de fer connut un trafic notable, transportant 19 359 passagers, dont des voyageurs en quête de découverte et d'exploration. La même année, 43 467 tonnes de marchandises, principalement d'origine agricole, furent acheminées par le réseau ferroviaire, générant des recettes atteignant 1 591 527 livres somaliennes. Les produits transportés étaient principalement des bananes, du coton et du café, provenant des plantations agricoles de la région de Villabruzzi, destinés à l'exportation via le port de Mogadiscio.
En 1924, un second chemin de fer fut édifié dans la même région, cette fois-ci à l'échelle locale. Il s'agissait d'une ligne à voie étroite, d'un calibre de 600 mm, baptisée Général-Afgoi. Cette ligne, d'une longueur de 46 km, assurait la liaison entre la colonie agricole de Genale et Afgoi, située sur la route reliant Mogadiscio à Villagio Duca degli Abruzzi. La construction de ce chemin de fer fut orchestrée par la Società Agricola Italo Somala (SAIS), dont l'objectif était de faciliter le transport de la canne à sucre produite par ses plantations jusqu'au port de Mogadiscio. 

## Chemin de fer Mogadiscio-frontière éthiopienne
En 1939, le dirigeant italien Benito Mussolini entreprit de concevoir un projet ambitieux visant à établir une liaison ferroviaire reliant Mogadiscio à Addis-Abeba, à la suite de la conquête italienne de l'Éthiopie. Cependant, l'éclatement de la Seconde Guerre mondiale entraîna des bouleversements majeurs, mettant un terme à l'Empire italien et rendant impossible la réalisation de cette liaison ferroviaire
Un petit chemin de fer de 600 mm de jauge de 250 km a été construit entre Villabruzzi et la frontière entre la Somalie et l'Éthiopie afin de résoudre les problèmes logistiques liés à la conquête et à l'occupation de l'Éthiopie. En 1928-1936, la voie a été initialement construite par sections jusqu'à Buloburde. La première section de chemin de fer mesurait 130 km de long. Elle a débuté à Bivio Adalei sur le chemin de fer Mogadiscio-Villaggio Duca degli Abruzzi.
Durant la campagne militaire contre l'Éthiopie, ce segment de voie ferrée Decauville s'est développé en parallèle de la route principale. Utilisant de petites locomotives à mazout, il a permis le transport d'une quantité considérable de matériel vers le front de l'Ogaden. Ce tronçon ferroviaire a continué à servir les activités agricoles après la fin des opérations militaires au milieu de l'année 1936.
En été 1940, au début de la Seconde Guerre mondiale, la ligne a été prolongée par l'armée italienne d'environ 150 kilomètres. Le chemin de fer atteignait alors Ferfer, près de l'actuelle frontière entre la Somalie et l'Éthiopie. Les troupes somaliennes des première et deuxième divisions somaliennes de l'armée coloniale italienne ont aidé pendant la construction. 

## Les gares ferroviaires

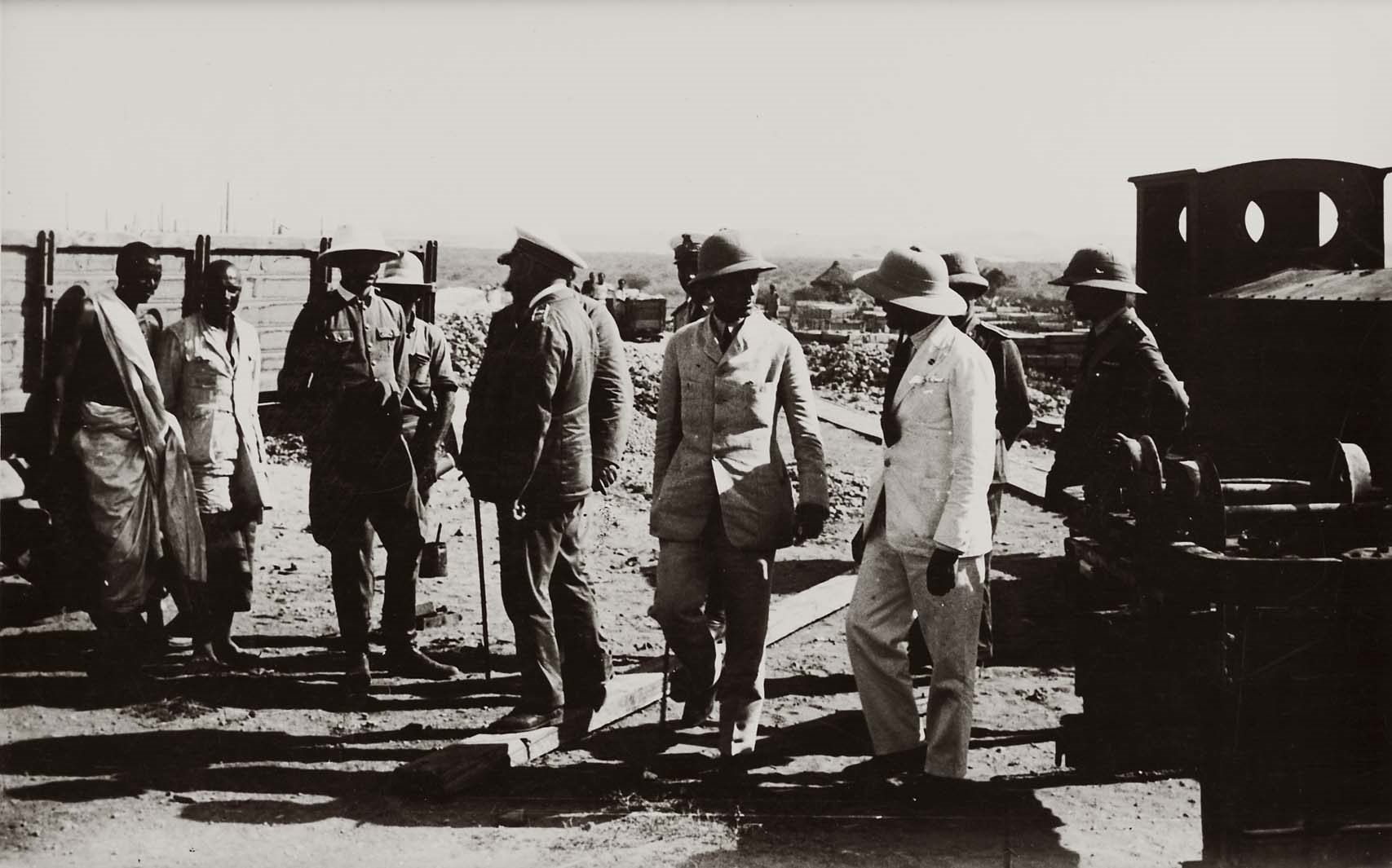
Gare Decauville à Vittorio d'Africa

À l'exception de la gare de la capitale, Mogadiscio, les gares ferroviaires somaliennes se caractérisaient par une simplicité extrême. Souvent réduites à de modestes constructions en bois, elles ne proposaient qu'un service minimal, voire nul, aux voyageurs. Durant la Seconde Guerre mondiale, les structures de la gare de Mogadiscio subirent des dégradations significatives : les forces britanniques en démantelèrent certaines parties, destinées à être expédiées en Inde.

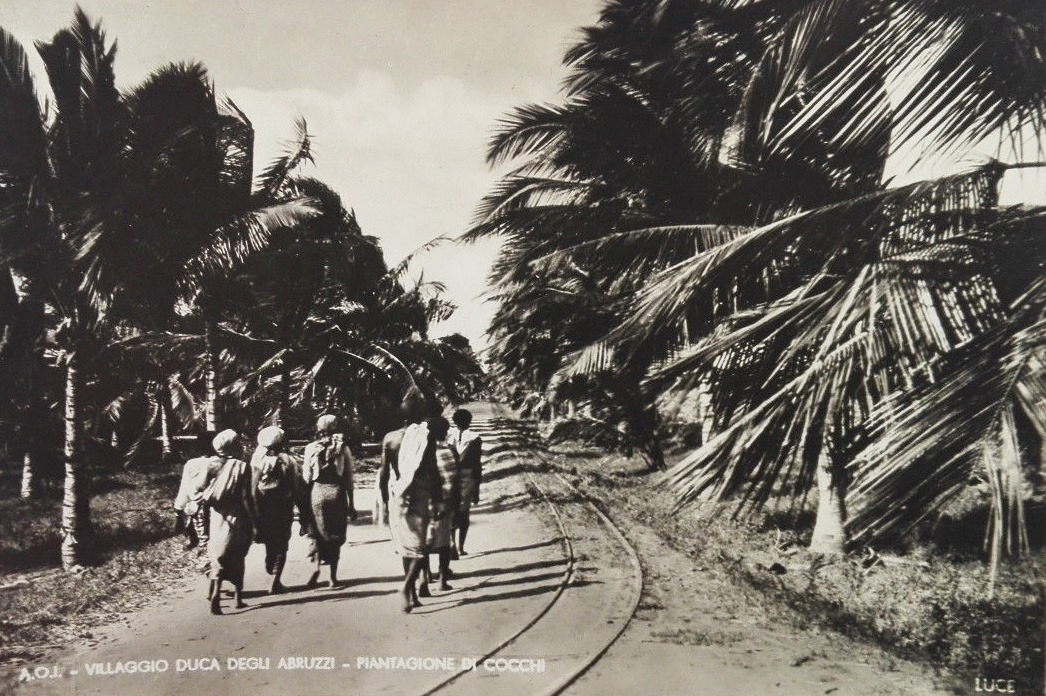
Chemin de fer Decauville à la Plantation Cocchi, Villaggio Duca degli Abruzzi

Le réseau ferroviaire de la Somalie italienne, dont le nœud central était Mogadiscio, s'étendait initialement jusqu'à Afgooye. À partir de 1929, il fut prolongé en direction de l'intérieur des terres, atteignant Villaggio Duca degli Abruzzi, plus communément dénommé Villabruzzi (aujourd'hui Jowhar). Ce développement infrastructurel, œuvre des ingénieurs italiens, s'appuyait principalement sur un parc roulant constitué de locomotives diesel de conception FIAT-TIBB dans les années 1930. Malheureusement, l'avènement de la Seconde Guerre mondiale marqua un tournant funeste pour ce réseau. Les forces britanniques, lors de leurs opérations militaires, procédèrent au démantèlement systématique des voies ferrées et des installations associées. 

## Chemins de fer Decauville
- Dans les années 1930, une ligne de chemin de fer à écartement étroit de 600 mm fut édifiée sur une distance de 250 kilomètres, reliant Villabruzzi à la frontière entre la Somalie et l'Éthiopie. Cette construction visait à résoudre les problèmes logistiques inhérents à la conquête et à l'occupation de l'Éthiopie. De 1928 à 1936, le tracé fut érigé par tronçons successifs jusqu'à Buloburde. La première section de voie, longue de 130 kilomètres, prit son origine à la modeste gare de Bivio Adalei, sur la ligne reliant Mogadiscio à Villaggio Duca degli Abruzzi (actuellement Jowhar).
- Une autre petite ligne de chemin de fer "decauville", longue de 46 kilomètres, fut édifiée dans les années 1920 entre les gares de Genale et d'Afgoi. Toutefois, cette voie ferrée ne servait qu'au transport du sucre, et ses stations se réduisaient essentiellement à de simples dépôts. Elle desservait également les exploitations agricoles des environs de Vittorio.
- Il convient de noter qu'une petite voie ferrée Decauville fut installée dans la Saline Dante, autrefois dénommée l'Usine de Sel de Hafun, située dans la partie septentrionale de la Somalie italienne.